# Kościół św. Michała Archanioła w Soli
Kościół św. Michała Archanioła w Soli – rzymskokatolicki kościół w Soli, dawna cerkiew unicka, a następnie prawosławna.

## Historia
Cerkiew została wzniesiona w 1872 z rosyjskiego funduszu państwowego przeznaczonego na budowy nowych świątyń unickich, na potrzeby istniejącej od połowy XVII w. unickiej parafii w Soli, która wcześniej korzystała z cerkwi drewnianej. Po likwidacji unickiej diecezji chełmskiej parafia ta została wcielona do eparchii chełmsko-warszawskiej Rosyjskiego Kościoła Prawosławnego. Funkcjonowała do 1915, gdy prawosławni udali się na bieżeństwo. W 1919 została zrewindykowana na rzecz Kościoła katolickiego i stała się siedzibą parafii erygowanej w tym samym roku przez biskupa lubelskiego Mariana Fulmana. W dwudziestoleciu międzywojennym obiekt został zaadaptowany na potrzeby liturgii łacińskiej, dobudowano również zakrystię. W 1965 i w 1977 kościół był malowany, zaś w 1979 górne partie drewnianej wieży zastąpiono murowanymi. W 1998 kościół był malowany po raz kolejny, wtedy również odnowiono trzy ołtarze.

## Architektura

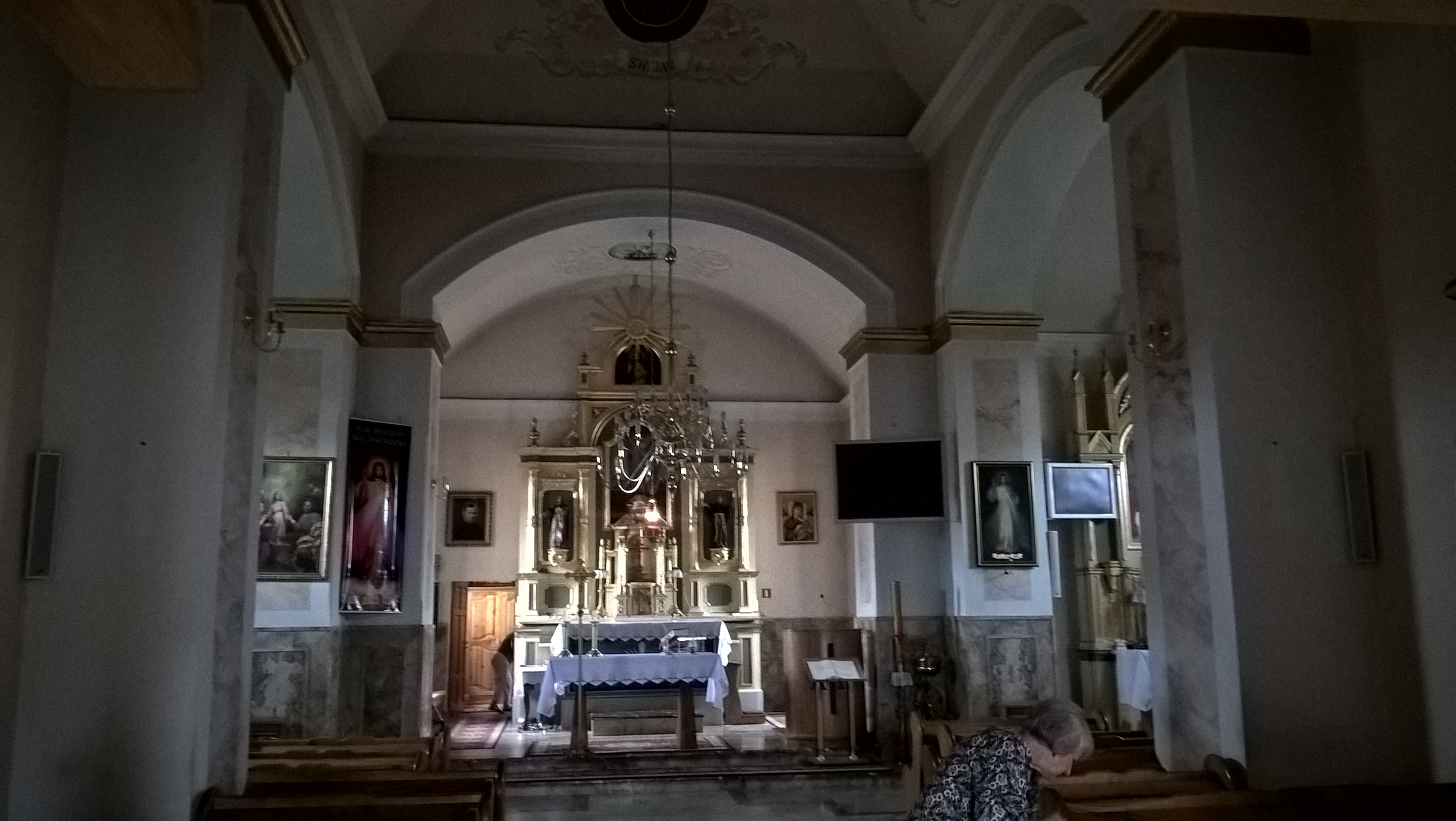
Wnętrze świątyni

Cerkiew w Soli została wzniesiona z cegły na planie krzyża, z wyższą środkową częścią krzyża, krytą dachem czteropołaciowym z sygnaturką. Nad prostokątnymi ramionami krzyża, przedsionkiem i prosto zamkniętym sanktuarium znajdują się dachy dwupołaciowe. Dzwonnica znajduje się nad przedsionkiem.
Ołtarz główny świątyni został zmontowany z fragmentów dawnego ikonostasu, z powstałym w 1920 obrazem Serca Jezusa i trzema obrazami na zasuwie. Dwa z nich, postacie Jezusa Cierpiącego i patrona kościoła zostały namalowane w latach 1952-1953 przez Zofię Grabską, trzeci, wizerunek Matki Bożej Niepokalanie Poczętej, być może jest unicką ikoną. Z dwudziestolecia międzywojennego pochodzą ołtarze boczne. Starsze są monstrancja i krucyfiks z XVIII w..
Z cerkwią w Soli związany był prawosławny cmentarz, położony ok. 100 metrów od świątyni. Po przejęciu budynku przez katolików i erygowaniu parafii na jej potrzeby urządzono nową nekropolię.